# 최영덕 (조선민주주의인민공화국의 정치인)
최영덕(? ~ )은 조선민주주의인민공화국의 군인 겸 정치인이다. 조선로동당 중앙위원회 위원이다. 최고인민회의 대의원이다.

## 경력
조선인민군 소장을 거쳐, 2005년 김일성정치대학 정치부장에 임명되었다. 2010년 9월, 조선로동당 중앙위원회 위원에 선임되었다.

## 최고인민회의 대의원
1998년 7월 최고인민회의 제10기 대의원을 시작으로 2003년 8월 제11기 대의원을 지냈고, 2009년 4월 이후 제12기 대의원으로 있다.

## 기타
2011년 12월 김정일 사망 당시에 국가 장의위원회 위원을 맡았다.